# Крауроз вульвы
Крауроз вульвы — предраковое заболевание наружных половых органов, выражающееся в дистрофических, атрофических и склеротических изменениях их кожи, характеризующееся постепенным развитием атрофии наружных половых органов женщины (вульвы). Нередко сочетается с лейкоплакией. Обычно крауроз наблюдается у женщин в период климакса или после менопаузы. Патогенез не ясен, возможную роль играет возрастной дефицит эстрогенов.

## Симптомы
Жалобы на зуд и сухость кожи наружных половых органов. Выраженная атрофия наружных половых органов, сужение входа во влагалище. Кожа вульвы истончается, депигментируется, покрывается трещинами, мацерируется, появляются участки с расширенными капиллярами и мелкими сосудами (телеангиэктазии). Большие половые губы становятся плоскими, утрачивают волосяной покров, малые половые губы и клитор сглаживаются, вход во влагалище сужается и склерозируется, возможно полное закрытие входа во влагалище. Процесс захватывает заднюю спайку больших половых губ и иногда промежность.
Микроскопически определяются истончение (атрофия) эпителия, часто гипер- и паракератоз, отсутствие сосочкового слоя, атрофия подкожной клетчатки. В подэпителиальном слое отмечается значительная инфильтрация плазматическими клетками и лимфоцитами.

## Прогноз
Заболевание протекает хронически, очень длительное время. Со временем патологические очаги приобретают пеструю окраску. Обычно заболевание так и не излечивается и продолжается всю жизнь. Расположенные на слизистых участках лейкоплакии со временем могут перерождаться в раковые процессы, поэтому проведение терапии является все же, несмотря на необратимость явлений, обязательным.

## Лечение
Лечение назначается врачом. Местно: применение в виде мазей эстрогенов, витамина A и новокаина, 0,5 % преднизолоновая мазь с анестезином. Показано введение 0,5 % раствора новокаина в подкожную клетчатку вульвы. В особо тяжелых случаях — операция экстирпации вульвы.
Крауроз вульвы относят к предраковым заболеваниям. Рак вульвы на фоне этого заболевания возникает в 20-50 % случаев.